# ミュール・ヴァリエイションズ
ミュール・ヴァリエイションズ（Mule Variations）は、トム・ウェイツが1999年に発表したアルバム。コンピレーション・アルバムを除けば6年ぶりの作品で、エピタフ・レコード傘下のインディーズ・レーベル、アンタイ・レコードへの移籍第1弾。日本で先行発売された。

## 解説
本作制作に当たって、トムは「シュールーラル」（"surreal"=「シュール」と"rural"=「田舎の」を合わせた造語）をキーワードとしており、両方の中間に当たる何かをやろうと考えていたという。意識的にブルースの色を強め、ブルース・ハープやドブロ・ギターも導入している一方、「ビッグ・イン・ジャパン」ではプライマスのメンバー3人が参加し、一部楽曲ではターンテーブルも導入する等、先進的な音作りも行われている。
本作は、トムにとって初の全米トップ40入り（最高30位）を果たし、グラミー賞のベスト・コンテンポラリー・フォーク・アルバム部門も受賞。2003年には、ローリング・ストーン誌が選出したオールタイム・グレイテスト・アルバム500で416位にランク・イン。
「ホールド・オン」は、2012年AMC製作のテレビドラマ『ウォーキング・デッド』シーズン３第11話「表と裏の狭間で」のエンディングにおいて、エミリー・キニー演じるベス・グリーンが歌う同曲冒頭のアカペラを引き継ぐ形で使用された。

## 収録曲
特記なき楽曲はトム・ウェイツとキャスリーン・ブレナンの共作。17.と18.は日本盤ボーナス・トラック。
1. ビッグ・イン・ジャパン - "Big in Japan" - 4:04
2. ロウサイド・オヴ・ザ・ロード (どん底ブルース) - "Lowside of the Road" - 2:59
3. ホールド・オン - "Hold On" - 5:32
4. ゲット・ビハインド・ザ・ミュール - "Get Behind the Mule" - 6:52
5. からっぽの家 - "House Where Nobody Lives" (Tom Waits) - 4:14
6. コールド・ウォーター - "Cold Water" - 5:23
7. ポニー - "Pony" (T. Waits) - 4:32
8. 謎の男 - "What's He Building?" (T. Waits) - 3:20
9. ブラック・マーケット・ベイビー - "Black Market Baby" - 5:01
10. アイボール・キッド - "Eyeball Kid" - 4:25
11. ピクチャー・イン・ア・フレーム - "Picture in a Frame" - 3:39
12. チョコレート・ジーザス - "Chocolate Jesus" - 3:55
13. ジョージア・リー - "Georgia Lee" - 4:23
14. フィリピーノ・ボックス・スプリング・ホッグ - "Filipino Box Spring Hog" (T. Waits) - 3:08
15. テイク・イット・ウィズ・ミー - "Take It with Me" - 4:23
16. うちへおいでよ - "Come On Up to the House" - 4:38
17. "Buzz Fledderjohn" - 4:14
18. "Big Face Money" - 0:39

## カヴァー
- 「テイク・イット・ウィズ・ミー」は、アンネ・ゾフィー・フォン・オッターとエルヴィス・コステロのコラボレーション・アルバム『フォー・ザ・スターズ』（2001年）で取り上げられた。

## 参加ミュージシャン
- トム・ウェイツ - ボーカル、ギター、ピアノ、オルガン、パーカッション、キーボード
- マーク・リボー - ギター
- ジョー・ゴア - ギター
- スモーキー・ホーメル - ギター、ドブロ・ギター
- グレッグ・コーエン - ベース、パーカッション
- ラリー・テイラー - ベース、ギター
- ダルトン・ディリンガム III - ベース
- アンドリュー・ボーガー - ドラムス、パーカッション
- クリストファー・マーヴィン - ドラムス
- ステファン・ホッジズ - パーカッション
- ジェフ・スローン - パーカッション、Boner
- キャスリーン・ブレナン - Boner
- レス・クレイプール - エレクトリックベース
- ラリー・ラロンデ - ギター
- ブライアン・マンティア - ドラムス
- Linda Delucia-Gbidossi - ヴァイオリン
- ラルフ・カーネイ - トランペット、サックス、バスクラリネット
- クリス・グレイディ - トランペット
- ニック・フェルプス - バリトン・サックス
- ラリー・ローズ - コントラバスーン
- ジョン・ハモンド - ブルース・ハープ
- チャーリー・マッスルホワイト - ブルース・ハープ
- DJ M. マーク“ザ・III メディア”ライトマン - ターンテーブル
- ジャクワイア・キング - プログラミング